# Kebanî
Als Kebanî (kurmandschi كه بانى (keh bānī), deutsch „Hausfrau“) werden Angehörige eines jesidischen Frauenordens in Lalisch bezeichnet, die innerhalb des Frauenordens die höchste Position innehaben. Kebanî ist der höchste weibliche Rang innerhalb der jesidischen Hierarchie, den eine Frau erreichen kann. Der Rang wird von den verdienstvollsten Ordensmitgliedern bestimmt.